# Hirax
Hirax to amerykański thrash metalowy zespół założony w hrabstwie Orange w Kalifornii. Grupę utworzył w 1984 roku wokalista Katon W. De Pena (grający poza Hirax w Phantasm, L.A Kaos oraz House of Suffering). Katon to jedyny członek zespołu, który jest w jego składzie od początku. Hirax dużo koncertował z zespołami takimi jak Slayer, Metallica czy Exodus, jednak pozostał mniej sławny niż one, ponieważ skupiał się bardziej na koncertowaniu, niż na wydawaniu płyt.

## Historia grupy
Po wydaniu w 1985 roku płyty „Ragning Violence” dla Metal Blade Records zespół miał następujący skład: Katon W. De Pena (wokal), Scott Owen (gitara), Gary Monardo (bas) i John Tabares (perkusja). Rok później Johna zastąpił Erick Brecht, brat wokalisty D.R.I – Kurta Brechta. W tym składzie Hirax nagrał kolejny krążek („Hate, Fear and Power”) pod skrzydłami tej samej wytwórni. Płyta zawierała tylko 16 minut nagrań.
Po jej wydaniu zespół opuścił wytwórnię i w 1987 roku nagrał demo „Blasted in Bangok”. Katon zdecydował się na rozwiązanie zespołu i wraz z Gene Hoglanem (perkusistą Dark Angel) i Ronem McGovneyem (basistą Metalliki) założył mało popularny Phantasm. Po tournée wraz z Nuclear Assault zespół rozpadł się.
Katon pozostawał cały czas blisko przemysłu muzycznego. Grywał w podziemiu i pracował w sklepach muzycznych. W 1999 roku odnalazł starą taśmę demo swojego zespołu. Fani zasypywali go mailami, w których wypytywali o reaktywację Hirax. Zaowocowało to w 2000 roku powrotem zespołu na scenę w oryginalnym składzie i wydaniem EP-ki zatytułowanej „El Diablo Negro”.
Skład zespołu całkowicie się zmienił i na kolejnej, wydanej w 2001 roku płycie „Barrage of Noise”, zagrali James Joseph Hubler, Justin Lent i Nick Sellinger.
W 2003 roku Katon znów zatrudnił nowych muzyków. Do zespołu zostali przyjęci Dave Watson i Glenn Rogers (gitarzyści), Angelo Esspino (bas) i Jorge Iacovellis (perkusja). W tym składzie wydali w 2004 roku płytę „New Age of Terror”. W 2007 roku ukazała się EP-ka „Assasins of War”, dwa lata później studyjny album zespołu „El Rostro de la Muerte”, a w roku 2014 płyta „Immortal Legacy”.

## Muzycy

### Obecny skład zespołu
- Katon W. De Pena – śpiew (1984-1988, 2000-)
- Lance Harrison – gitara
- Steve Harrison – gitara basowa
- Fabricio Ravelli – perkusja

### Byli członkowie zespołu
- Glenn Rogers – gitara (2003-2005, 2006-2007)
- Dave Watson – gitara (2004-2005)
- Angelo Espino – gitara basowa (2004-2005)
- George Iacobellis – perkusja (2004-2005)
- Bob Savage – gitara (1984)
- Scott Owen – gitara (1984-1989, 2000)
- James Joseph Hubler – gitara (2001)
- Gary Monardo – gitara basowa (1984-1989, 2000)
- Justin Lent – gitara basowa (2001)
- Brian Keith – perkusja (1984)
- John Tabares – perkusja (1984-1989, 2000)
- Dan Bellinger – perkusja (2001)
- Paul Baloff – śpiew (1989)
- Eric Brecht – perkusja (1986)

## Dyskografia
- Hirax Demo – 1984 (Demo)
- Metal Massacre IV – 1984 (Kompilacja)
- Best of Metal Blade, Vol. 1 – 1987 (Kompilacja)
- Angelican Scrape Attic – 1985 (Kompilacja)
- Rehearsal 1 – 1985 (Demo)
- Rehearsal 2 – 1985 (Demo)
- Raging Violence – 1985 (LP)
- Hate, Fear and Power – 1986 (LP)
- Blasted in Bangkok – 1987 (Singel)
- Blasted in Bangkok – 1987 (Demo)
- Not Dead Yet/Not The End – 1987 (Kompilacja)
- Dying World (Shock) – 1997 (Singel)
- El Diablo Negro – 2000 (EP)
- Barrage of Noise – 2001 (LP)
- New Age of Terror – 2004 (LP)
- Louder Than Hell – 2005 (Split)
- Thrash 'til Death – 2006 (DVD)
- Assassins of War – 2007 (EP)